# 布卡島

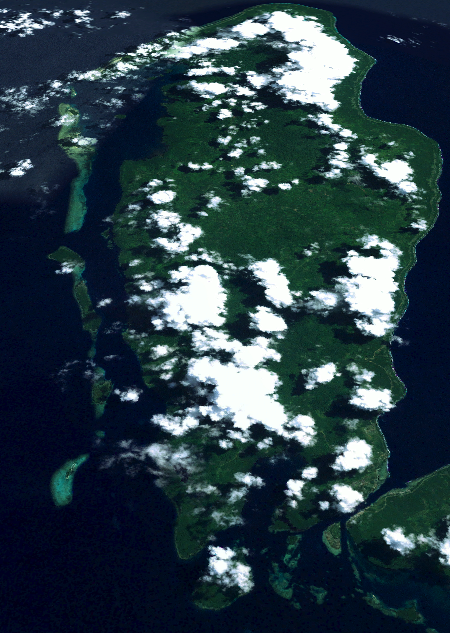
布卡島的衛星圖片

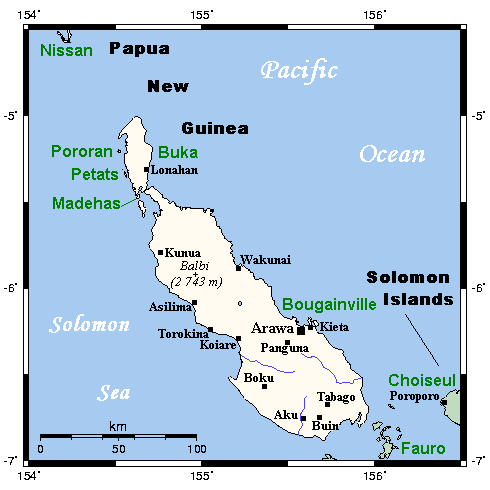
布干维尔岛及布卡岛地图，布卡岛在西北方

布卡島（Buka Island）是巴布亞新畿內亞布干维尔自治区的島嶼，是該省第二大島嶼，南北端相距40公里，東西端相距10公里，地理上屬於所羅門群島，是该群岛中最西面的岛屿。島上最高點海拔498米，人口有50,000人。位於島上的布卡是布干維爾自治區臨時首府，也是北布干維爾區首府。布卡機場位於島的最南方。

## 历史
早在旧石器时代，该岛便有人类居住。岛上的基鲁洞窟是约公元前2.7万年的人类活动遗迹。
1768年，路易·安托万·德·布干维尔进行环球航行时经过该岛，他以布卡命名该岛是因为当地居民会在独木舟上喊“布卡！布卡！”（Bouca ! Bouca !）。
1886年，所罗门群岛被移交给德国管理，布卡岛亦为德国占领。当年12月，该岛被移交给德国新几内亚公司管理。
20世纪初期，天主教传教士在该岛上进行传教。第二次世界大战前，岛上曾有华人街。
第二次世界大战期间，为日本所占领，日军将该岛作为布干维尔岛战线后方的军需基地。1941年，澳大利亚军队出兵守卫布卡，但1942年1月，布卡的澳军撤往布干维尔。于是在1942年3月9日，日军进入布卡岛占领之。1942年8月下旬开始，盟军便开始轰炸该岛。战争后期，该岛的日军虽然补给被切断，但并未撤出该岛。1945年9月2日，日本正式投降，布卡岛亦被移交给盟军。
1960年代开始，布卡岛上开始兴起本土运动组织哈哈里斯福利协会，该协会时常进行抗税活动，对抗莫尔兹比港的巴布亚新几内亚领地政府，该运动起源于船货崇拜。因为澳大利亚殖民政府对当地的哈里亚（Halia）人征收重税。1962年2月，莫尔兹比港政府派遣500名警察抵达布卡，与该协会成员对峙，冲突中协会方40名成员受伤，而警方伤者为25名。近600名协会成员被捕。
1975年，协会成员人数一度达到整个布卡岛人口的半数。该协会支持布干维尔分离运动。北所罗门共和国成立后，该协会一直活跃到1980年解散。该协会是独立运动以及其他政治、文化组织的前身。

## 外部連結
- Buka Island during World War II （页面存档备份，存于）

5°15′S 154°38′E / 5.250°S 154.633°E
1. ↑  保罗·巴恩. . 由杨佳慧翻译. 天津: 天津人民出版社. 2021.05: 376. ISBN 978-7-201-16415-1.
2. ↑  .   [2024-05-26]. （原始内容存档于2024-07-25）.
3. ↑  .   [2024-05-26]. （原始内容存档于2024-02-27）.
4. ↑  Evans, Geoffrey Russell; Goodman, James; Lansbury, Nina (编). . Zed Books. 2002: 151. ISBN 184277199X.
5. ↑  .   [2024-05-26]. （原始内容存档于2009-12-09）.